# Infamous: First Light
Infamous: First Light (стилизовано как inFAMOUS: First Light) — компьютерная игра в жанре action-adventure в открытом мире, разработанная американской студией Sucker Punch Productions и изданная компанией Sony Computer Entertainment в августе 2014 года эксклюзивно для игровой консоли PlayStation 4. Игра является самостоятельным дополнением к Infamous: Second Son и приквелом к ней. Главной героиней является Абигейл Уокер по кличке «Проныра» — молодая девушка, обладающая сверхспособностями. Находясь под стражей Департамента Единой Защиты, Проныра должна рассказать события, приведшие к аресту. Игрок использует её неоновые способности в бою и во время путешествий по Сиэтлу, который является местом действия событий.
Игра была официально анонсирована на E3 2014 и выпущена по цифровой дистрибуции в августе того же года; версия на дисках вышла в сентябре только в Европе, Азии и Австралии. First Light получила смешанные отзывы от критиков — основными её плюсами называли главную героиню, визуальные эффекты, управление, геймплей и испытания. В качестве недостатков отмечали сюжет и боевую систему.

## Игровой процесс

Интерфейс игры. В левом нижнем углу находится энергия способности, в верхнем — сингулярность. В правом нижнем углу — мини-радар

Infamous: First Light представляет собой игру в жанре action-adventure от третьего лица. Игра по структуре геймплея похожа на Second Son — игроки проходят сюжетную кампанию и побочные задания, побеждают врагов и путешествуют по Сиэтлу. Игрок управляет Абигейл «Пронырой» Уокер, молодой девушкой с неоновыми сверхспособностями. Её силы идентичны способностям Делсина Роу, главного героя Second Son, но в First Light появилось несколько новых навыков. Героиня может подбирать неоновые люмены, которые являются очками навыков. Так же, как и Делсин, Проныра может рисовать граффити, но с помощью своих сверхспособностей. В First Light присутствуют испытания «Арены», в которых героине надо уничтожить волны противников или нейтрализовать определённого врага. Если у игрока имеется копия Second Son, то в «Аренах» он сыграет и за Делсина Роу.

## Сюжет
Молодой «проводнице» Абигейл «Проныре» Уокер, находящейся под стражей Департамента Единой Защиты, приказано продемонстрировать свои способности Августине Брук. После демонстрации, Проныру просят рассказать свою историю событий, приведших к аресту.
Семью годами ранее Абигейл стала одной из первых «Проводниц», появившихся после уничтожения Зверя в Infamous 2. Когда она ранила одного из своих одноклассников, родители «заложили» её, и она убежала из дома вместе со своим старшим братом Брентом в Сиэтл, где зарабатывала наркоторговлей. Брент просил свою сестру скрывать свои силы, так как за ней могла начаться охота. Игра начинается с того, что Брент и Проныра собираются отправиться на лодке из Сиэтла в Канаду. Однако перед отъездом их настигает банда русских гангстеров «Акулы», которая уничтожает лодку и берёт Брента в заложники. В поисках своего брата, она встречает Шейна — мелкого наркоторговца и одного из товарищей Брента. Он использует её для победы над «Акулами» в нескольких окрестностях Сиэтла. Она узнаёт, где держат Брента и приходит к нему на помощь. Выясняется, что Брента похитил Шейн — он говорит ей, что отпустит его когда она выполнит ещё «парочку заданий».
Коллега Шейна Дженни предлагает ей секретную помощь по спасению Брента. Она просит уничтожить несколько полицейских дронов и выслеживает контейнеры «Акул», в которых мог сидеть Брент. Но ни в одном из них его не оказалось, а Шейн выслеживает и убивает Дженни за предательство. Шейн просит Абигейл устроить в городе хаос, чтобы добиться своей благосклонности полиции и её шефа. Шеф предлагает Шейну те же условия, что и «Акулам», но при условии, что она и её брат уедут из Сиэтла.
Слова Шефа оказываются ловушкой, и Шейн заманивает её в самодельную газовую камеру, из которой она с трудом сбегает. Выбравшись оттуда, она уничтожает грузовики с поставками Шейна, вынудив его на встречу в своём убежище. Там он колит ей наркотики, и под их воздействием Проныра «борется» с бойцами ДЕЗа, видит галлюциногенные флешбэки и случайно убивает Брента.
В тюрьме Августина показывает Проныре арестованного Шейна и просит ей сделать выбор — убить его или пощадить. Она нападает на него и разрушает часть тюремной камеры. Шейн выживает и сбегает оттуда, угнав БТР. Проныра выслеживает и жестоко убивает его, отомстив за убийство Брента. Услышав о гибели Шейна, Августина заявляет, что Абигейл «готова».
Игра заканчивается тем, что её и других «Проводников», Юджина и Хэнка Дотри, сажают в БТР. Во время поездки Хэнк показывает скрепку для бумаги, с помощью которой герои освобождаются и разбивают броневик возле залива Салмон-Бэй. Проныра и Юджин сбегают, а Хэнк остаётся у обломков грузовика.

## Разработка и выход
Разработка игры началась вскоре после выхода Infamous: Second Son. Геймдизайнер Нейт Фокс сказал, что решение о создании First Light было «лёгким», добавив, что «противоречивая история Проныры и общее отношение к ней сделали её идеальным персонажем для создания отдельной игры». Фокс также сказал, что создание игры было «действительно забавным», «более быстрым и простым». Разработчики хотели, чтобы геймплей за Проныру отличался от Делсина с его неоновыми силами — с её способностями игрок может двигаться более быстро и гибко. Sucker Punch также решили сделать общий тон более тёмным, чем в Second Son — по словам Фокса, жизнь героини на улицах была тяжёлой, как и пребывание в тюрьме ДЕЗа.
Во время разработки Sucker Punch уделяли большое внимание характеру главной героини. Sucker Punch много работала с актрисой озвучки персонажа, Лорой Бэйли, и на протяжении всей разработки её часто спрашивали о том, как бы она повела себя в той или иной ситуации. Геймдизайнер игры Нейт Фокс заявил: «Когда приходило время вести диалог или говорить о мотивации, мы звонили Лоре Бейли или писали ей. Она сказала бы мне, каково было бы мнение Проныры, соответствующее её характеру и опыту женщины». После выхода Second Son, Sucker Punch решила, что «вынуждена» создать игру о Проныре; Фокс заявил: «Мы сделали игру о Проныре, потому что она нам понравилась».
Игра была анонсирована на выставке E3 2014 и была выпущена по всему миру в цифровом магазине PlayStation Store 27 августа 2014 года. 10 сентября 2014 года она вышла на дисках только в Австралии, Азии и Европе. Игроки, сделавшие предзаказ, получили бонусный костюм «ДЕЗ». В январе 2015 года First Light стала временно бесплатной игрой месяца на PlayStation 4, доступной по подписке PlayStation Plus.

## Отзывы критиков
| Сводный рейтинг       | Сводный рейтинг |
| Агрегатор             | Оценка          |
| --------------------- | --------------- |
| GameRankings          | 74,89 %         |
| Metacritic            | 73/100          |
| Иноязычные издания    |                 |
| Издание               | Оценка          |
| Destructoid           | 8,5/10          |
| Eurogamer             | 6/10            |
| Game Informer         | 8/10            |
| GameRevolution        | [ 16 ]          |
| GameSpot              | 6/10            |
| IGN                   | 7,5/10          |
| Polygon               | 8/10            |
| VideoGamer            | 7/10            |
| Русскоязычные издания |                 |
| Издание               | Оценка          |
| 3DNews                | 7/10            |
| «Игромания»           | 6,5/10          |
| «Игры Mail.ru»        | 8/10            |
| «Канобу»              | 6/10            |

Infamous: First Light получила «смешанные отзывы» согласно сайту-агрегатору Metacritic.
Крис Картер из Destructoid дал игре положительный отзыв, назвав First Light «отличным способом для фанатов вернуться в супер-мощный Сиэтл и лучшим способом познакомиться с франшизой новичкам», хоть и отметил, что «историей Проныры он не был так сильно увлечён, как историей Делсина». Дэн Уайтхед из Eurogamer же оценил дополнение на шесть баллов из десяти, написав, что «поклонники Second Son наверняка оценят предысторию и возможность ещё раз побродить по Сиэтлу». Подытоживая, он сказал, что «First Light — подходящее развлечение для фанатов, но вряд ли оно поразит кого-то ещё». Эндрю Райнер из Game Informer присвоил игре восемь баллов из десяти, отметив, что игре не хватает некоторых изюминок Second Son. Он также высоко оценил Проныру — по его мнению, она «фантастически написанный персонаж, происхождение которого стоит увидеть целиком, даже если знаешь дальнейшие события».
Кевин Ванорд из GameSpot назвал Проныру «привлекательной героиней», а «плавные бои и перемещение по Сиэтлу всё ещё доставляют удовольствие», однако раскритиковал «слишком простой» геймплей, дизайн миссий и диалоги. Джейми Тринка из сайта VideoGamer.com отметил, что «First Light — Second Son, у которого обрезали большую часть жира, что делает его идеальным для новичков». Он положительно отозвался о Проныре, которая, по его мнению, «бесконечно интереснее Делсина Роу», визуальные эффекты и низкую цену. Однако критик отмечал недостаток разнообразия в геймплее.
Дэн Стэплтон из IGN оценил игру на 7,5 из 10, похвалив испытания «Арены», сюжет, Проныру и её способности. Он назвал игру «достойной историей о лучшем персонаже, в отличие от Second Son, но здешние сражения не так масштабны и разнообразны, как в Second Son». Филип Коллар из Polygon отметил, что First Light лучше всего подходит в качестве вводной части для новичков во франшизе, которая не слишком сильно отличается от Second Son, но от сходств с ней она не сильно страдает.
Журнал «Игромания» включил First Light в свой список лучших дополнений 2014 года, а Проныру — на десятое место топ-10 сексуальных героинь года.